# Jacoba G. van Haersolte-de Lange
Jacoba Gijsberta van Haersolte-de Lange (Alkmaar, 2 februari 1897 – Renkum, 27 oktober 1974) was een Nederlands schilder.

## Leven en werk
De Lange was een dochter van mr. Adrianus Petrus Hendrik de Lange (1858-1927), notaris in Alkmaar, en Jacoba Elisabeth Wentholt (1856-1926). Ze kreeg als tiener schilderlessen van Frans Huysmans in Schoorl (1915-1916), maar was grotendeels autodidact. Ze schilderde portretten, (duin)landschappen en stillevens.  In 1916 trouwde ze in Alkmaar met Ernst Frans baron van Haersolte (1887-1966), lid van de familie Van Haersolte. Hij was adjudant-inspecteur van de Hollandsche IJzeren Spoorweg-Maatschappij. 
Het gezin verhuisde in 1919 naar de stad Groningen, toen de baron daar werd benoemd tot inspecteur van het vervoer van Staatsspoorwegen. In Groningen kreeg Van Haersolte-de Lange les van de schilder Jan Gerrit Jordens en sloot ze zich aan bij De Ploeg. Ze exposeerde meerdere malen met De Ploeg en vormde met Jan Altink en Johan Dijkstra in 1933 het tentoonstellingscomité voor een internationale tentoonstelling, ter gelegenheid van het derde lustrum van De Ploeg. Hoewel ze dat jaar naar Amersfoort verhuisde nam ze nog deel aan de volgende lustrumtentoonstelling van De Ploeg in 1938 bij Pictura in Groningen. In Amersfoort werd Van Haersolte-de Lange lid van het Amersfoorts Kunstenaarsgilde. In 1940 exposeerde ze met het gilde in kunstzaal Mariënburg in Arnhem. Een journalist van de Arnhemsche Courant schreef over haar werk: "Virtuozer, sterker, spontaner van kleur zijn de bloemen, het landschap en het stilleven van J.G. baronesse van Haersolte. Reeds eerder exposeerde deze enthousiaste schilderes in Arnhem. Hier maken wij kennis met een bloemenstilleven met anemonen, tulpen, narcissen, dat in flamboyante kleuren de verheerlijking der lente weergeeft. (...) Alles kleur en luchtigheid, spontaan neergeschilderd van een rijk palet."
Een aantal jaren nadat baron van Haersolte in 1950 als secretaris van de directie van de Nederlandse Spoorwegen met pensioen ging, vestigde het paar zich in Oosterbeek. De schilderes werd lid van de Werkgemeenschap Arnhemse Kunstenaars en het Oosterbeeks kunstenaarscollectief Rhijn-Ouwe, waarmee ze tot begin jaren 60 exposeerde, en was daarnaast lid van de Beroepsvereniging van Beeldende Kunstenaars.
Jacoba Gijsberta van Haersolte-de Lange overleed in 1974, op 77-jarige leeftijd. Haar dochter Elisabeth van Haersolte (1917-2011) schilderde en beeldhouwde en ook kleindochter Monica van Panthaleon van Eck (1939) trad als kunstenaar in haar voetspoor.
- Biografisch Portaal: 55496543
- RKD-Nederlands Instituut voor Kunstgeschiedenis: 35152